# フランソワ・ジラール
フランソワ・ジラール（François Girard、1963年 - ）は、カナダの映画監督・脚本家。

## 略歴
ケベック州ラク・サン・ジャン出身。
1984年にゾーン・プロダクションを設立し、数々の短編映画やミュージックビデオを手掛ける。1989年に『Cargo（原題）』で劇場映画監督デビューを果たす。
『ピーター・ガブリエルズ・シークレット・ワールド』でグラミー賞最優秀長編音楽映画賞を、『レッド・バイオリン』でジニー賞主要8部門と東京国際映画祭最優秀芸術貢献賞を受賞。

## 主な作品
- グレン・グールドをめぐる32章 Thirty Two Short Films About Glenn Gould （1993年）
- レッド・バイオリン The Red Violin （1998年）
- シルク Silk （2007年）
- シルク・ドゥ・ソレイユのいくつかの公演で演出を行っている。
  - Zarkana （ザルカナ）
  - Zed （ゼッド）
- ボーイ・ソプラノ ただひとつの歌声 Boychoir (2014)
- 天才ヴァイオリニストと消えた旋律 The Song of Names (2019)